# Bąkowa
Bąkowa – wieś sołecka w Polsce położona w województwie mazowieckim, w powiecie lipskim, w gminie Ciepielów.
Prywatna wieś szlachecka Wola Bąkowa, położona była w drugiej połowie XVI wieku w powiecie radomskim województwa sandomierskiego. Do 1954 roku siedziba gminy Łaziska. W latach 1954–1972 wieś należała i była siedzibą władz gromady Bąkowa. W latach 1975–1998 miejscowość administracyjnie należała do województwa radomskiego.
Wierni kościoła rzymskokatolickiego należą do parafii Bożego Ciała w Wielgiem.

## Części miejscowości
| Identyfikator SIMC | Nazwa miejscowości | Rodzaj miejscowości |
| ------------------ | ------------------ | ------------------- |
| 0617077            | Dąbrówki           | część wsi           |
| 0617083            | Na Hektarach       | część wsi           |
| 0617089            | Pod Wielgiem       | część wsi           |
| 0617108            | Rynsztoki          | część wsi           |
| 0617114            | Stara Wieś         | część wsi           |

## Historia
Wieś szlachecka założona najprawdopodobniej w XV w. W 1569 należała do Jana Oleśnickiego i posiadała 5 łanów ziemi uprawnej, 2 role zagrodnicze, pusty półłanek i 1 komornice. Zapewne istniał już wtedy folwark i dwór wzmiankowany w źródłach XVII-wiecznych. W 1662 r. Bąkowa należała do Głogowskich, lecz znajdowała się w zarządzie Jana Wolskiego. We dworze mieszkało 7 osób pochodzenia szlacheckiego, na wsi 41 chłopów. W 1727 r. wieś należała do rodziny Lipińskich i była zamieszkała przez 93 chrześcijan i 5 żydów. W 1827 r. była w dalszym ciągu własnością prywatną położoną w powiecie soleckim obwodu opatowskiego, województwa sandomierskiego. Liczyła 24 domy zamieszkiwane przez 177 osób.
Mapy z 1835 r., wskazują, że Bąkowa posiadała drugą nazwę – Rakowo, Raków.
23 marca 1864 r. według materiałów zebranych przez Stanisława Zielińskiego oddziałek powstańczy starł się z moskalami pod Rakowem.
W trakcie II Wojny Światowej, żołnierze niemieccy przetrzymywali więźniów w podziemiach dworu a także w stajniach i oborach mieszczących się w kompleksie dworskim.
W 1966 założono Ochotniczą Straż Pożarną, która działa dziś.

## Zabytki
Wykaz zabytków nieruchomych wpisanych do rejestru zabytków:
- zespół dworski, XIX, nr rej.: 142/A z 5.03.1982:
  - dwór
  - park, nr rej.: 746 z 20.12.1957[13]